# University of Arizona

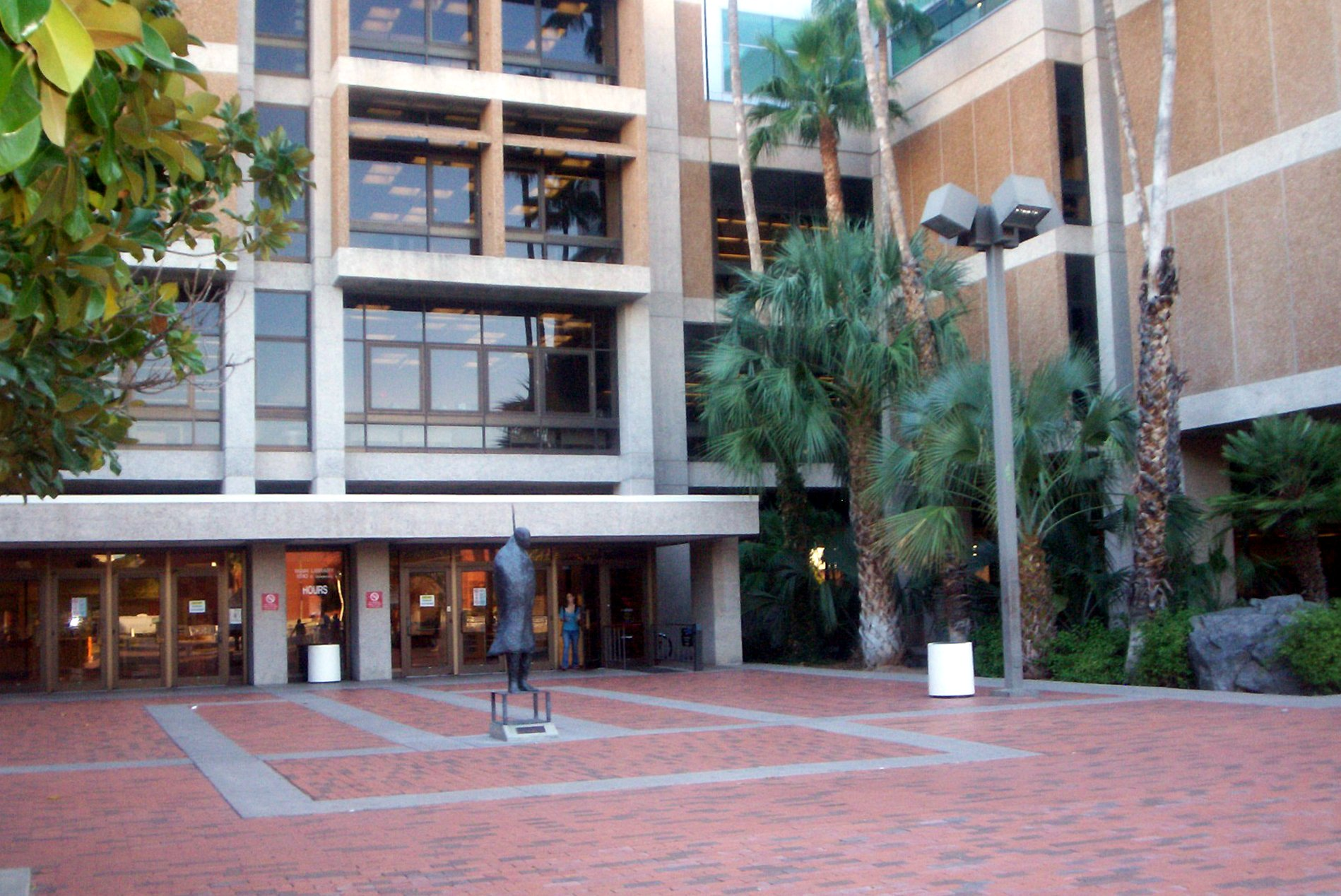
Hlavní vstup do univerzitní knihovny

University of Arizona (též známá jako U of A) je státní vysoká škola v Tucsonu, Arizona.
Byla založena v roce 1885 a otevřena v roce 1891 se 32 studenty. V roce 2006 zde bylo zapsáno na 36 805 studentů.
Škola má zvláště dobrý zvuk v oborech: antropologie, astronomie, astrofyzika, analytická chemie, hydrologie, optika, farmacie, filosofie a planetologie.
Jako jediná univerzita v Arizoně je zapsaná ve spolku prestižních amerických univerzit (Asociace amerických univerzit).
University of Arizona patří mezi nejlepší státní univerzity (tzv. Public Ivy).

## Známé osobnosti

### Současní a bývalí profesoři
- Ludwig W. Adamec - historik a orientalista
- Nicolaas Bloembergen - Nobelova cena za fyziku, 1981
- Roy Glauber - Nobelova cena za fyziku, 2005
- Gerard Kuiper - astronom
- Willis E. Lamb - Nobelova cena za fyziku, 1955
- Robert Nisbet - americký sociolog
- Vernon L. Smith - Nobelova cena za ekonomii, 2002

### Slavní absolventi
- Joseph Acabá - astronaut
- Bob Dole - politik
- Jennie Finchová - softbalistka
- Harrison Ford - herec
- Barry Goldwater - politik
- Linda McCartney - fotografka
- Labina Mitevska - makedonská herečka
- Lorena Ochoa - golfistka
- Stuart Roosa - astronaut
- Francis Scobee - astronaut
- Kate Walsh - herečka